# Folkabbestia
Folkabbestia est un groupe italien de folk rock. Son style musical s'inspire de la musique folk italienne, allant du folk au punk rock et du ska au rock, imprégnée de la culture de la musique irlandaise en passant par les Balkans.

## Histoire
Le groupe est formé en 1996 à Bari des cendres d'un groupe précédent, Folkways, formé en 1994 par Lorenzo Mannarini, Francesco Fiore (qui avait déjà eu une expérience avec Mother Shame, un groupe de rock progressif) et Osvaldo Laviosa, qui jouait déjà dans Mc&O', avec Nicola De Liso. Leur intention était de faire des reprises des Pogues. Cependant, avec l'arrivée d'Umberto de Palma, qui apporte la musique folk du sud de l'Italie, d'Antongiulio Galeandro, un accordéoniste qui apporte la musique des Balkans, et du parolier Luca Basso, Folkways devient Folkabbestia.
Après avoir sorti Folkabbestia, une simple démo auto-produite sur cassette, ils se révèlent immédiatement comme l'un des groupes les plus intéressantes de la scène underground italienne, et réussissent à jouer lors d'événements italiens importants tels que Arezzo Wave, la Biennale dei giovani artisti del Mediterraneo et le Festival di Lorient. Cependant, Umberto et Osvaldo décident de quitter le groupe pour se consacrer à leurs propres projets. Folkabbestia décide alors d'engager Fabio Losito, un violoniste, et Cesare Dell'Anna, un trompettiste de jazz. En 1998, le groupe produit son premier album, Breve saggio filosofico sul senso della vita, qui remporte un grand succès auprès de la critique et du public,,.
En 2000, le trompettiste Cesare Dell'Anna et l'accordéoniste Antongiulio Galeandro quittent le groupe pour se consacrer au projet Opa Cupa, et Giuseppe Porsia, flûtiste et ancien membre de Mc&O', et l'accordéoniste Michele Sansone arrivent. Le groupe, suivi par un groupe de fans de plus en plus nombreux, produit deux disques et une longue série de concerts. En 2003, Sansone et Porsia quittent le groupe et sont remplacés par Piero Santoro à l'accordéon et Simone Martorana à la guitare électrique. Le son du groupe devient un peu plus rock et l'album Pèrche voit le jour. 44 dates d'affilée pour trois d'entre elles et deux restantes sur lesquelles Alessandro Finazzo (de Bandabardò) collabore en tant que producteur artistique et 25-60-38. Breve saggio sulla canzone italiana dans lequel le groupe collabore avec Franco Battiato, Caparezza, Enrico Greppi (de Bandabardò), et Daniele Sepe.
Le groupe entre dans le Livre Guinness des records en novembre 2003, pour avoir joué la même chanson pendant 30 heures consécutives à Milan (battant le record précédemment établi par Elio e le Storie Tese). La performance est diffusée en direct à la radio par la chaîne Radio Popolare.
L'avvelenata, chantée avec Franco Battiato, est diffusée sur les principaux réseaux radiophoniques (Radio Deejay et Radio Rai, par exemple),,,. En 2009, Fabio Losito quitte le groupe pour se consacrer à la politique (il est d'abord nommé conseiller pour la culture à la province de Bari, puis conseiller à la municipalité de Bari), la même année le trompettiste Giorgio Distante rejoint le groupe. Avec cette nouvelle formation, le groupe produit deux autres albums : Il segreto della felicità et Girano le pale. En 2012, le guitariste Simone Martorana quitte le groupe tandis que le violoniste Osvaldo Laviosa revient. 

## Membres

### Membres actuels
- Lorenzo « Lollomanna » Mannarini – voix, guitare, piano (depuis 1996)
- Francesco « Checco » Fiore – basse (depuis 1996)
- Nicola « Negus » De Liso – batterie (depuis 1996)
- Osvaldo Laviosa – violon (1996-1997, depuis 2012)
- Pietro Santoro – accordéon (1996-1997, depuis 2003)
- Giorgio Distante – trompette (depuis 2009)

### Anciens membres
- Umberto de Palma - voix, percussions (1996-1997)
- Antongiulio Galeandro - accordéon, flûte (1996-2000)
- Fabio Losito - violon (1997-2009)
- Cesare Dell'Anna - trompette, bugle (1997-2000)
- Michele Sansone - accordéon (2000-2003)
- Giuseppe « Pino » Porsia - flûte (2000-2003)
- Simone Martorana - guitare (2003-2012)

## Discographie

### Albums studio
- 1998 : Breve saggio filosofico sul senso della vita
- 2000 : Se la rosa non si chiamerebbe rosa, Rita sarebbe il suo nome
- 2003 : Non è mai troppo tardi per avere un'infanzia felice
- 2005 : Pèrche. 44 date in fila per tre col resto di due
- 2006 : 25-60-38. Breve saggio sulla canzone italiana
- 2008 : Il segreto della felicità
- 2010 : Girano le pale
- 2017 : Giramondi
- 2019 : Il fricchettone 2.0

### Démos
- 1996 : Folkabbestia